# Paramesopa
Paramesopa là một chi bọ cánh cứng trong họ Chrysomelidae.
Chi này được miêu tả khoa học năm 1984 bởi Medvedev.

## Các loài
Các loài trong chi này gồm:
- Paramesopa flavipes Medvedev, 1990
- Paramesopa violacea Medvedev, 1984